# Meiothecium crispum
Meiothecium crispum är en bladmossart som beskrevs av Edwin Bunting Bartram 1945. Meiothecium crispum ingår i släktet Meiothecium och familjen Sematophyllaceae. Inga underarter finns listade i Catalogue of Life.